# Ahmes
Ahmes, egyptisk matematiker, omkring 1700 f.Kr., den första namngivna matematiker som man känner till. Han är författare till Rhindpapyrusen som innehåller 84 matematiska problem. Denna text är vår viktigaste källa för studier av den egyptiska matematiken.